# Caecidotea scypha
Caecidotea scypha är en kräftdjursart som först beskrevs av Steeves och John R. Holsinger 1968.  Caecidotea scypha ingår i släktet Caecidotea och familjen sötvattensgråsuggor. Inga underarter finns listade i Catalogue of Life.